# Bul·la Règia

Mosaic de la casa d'Amfitrite

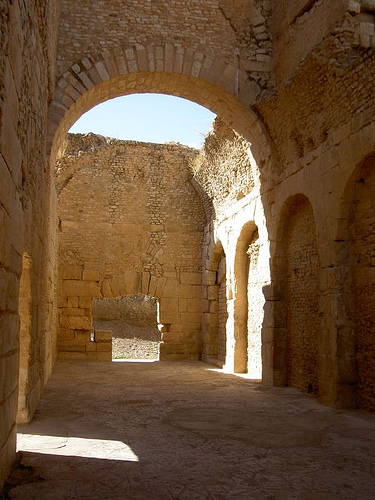
Ruïnes

Bul·la Règia (àrab: بولا ريجيا, Būlā Rījiyā; llatí: Bulla Regia) és un jaciment arqueològic de Tunísia, a la governació de Jendouba, delegació de Jendouba Nord.

## Història
Fou una colònia fenícia que fou abandonada i va esdevenir, al segle ii aC, centre del Regne de Numídia, que els romans van annexionar l'any 25 aC. Un fill de Masinissa I hi tenia una residència reial.
La ciutat romana va arribar a la seva major esplendor al segle iii. Va sobreviure als vàndals, però va quedar arruïnada amb la invasió dels àrabs.

## Restes
Les habitacions de la ciutat eren construïdes sota terra per fer front millor a la calor. Els edificis públics, que eren exteriors, foren destruïts per un terratrèmol, en queden pocs rastres. L'únic edifici exterior relativament ben conservat són les termes. Els mosaics de les cases foren traslladats al Museu del Bardo i només una part se'n conserva al lloc.
La casa més important és l'anomenada casa del Tresor, amb les cambres disposades a l'entorn d'un peristil corinti. La casa de la Nova Cacera pren el nom dels mosaics, que representen la cacera d'un lleó. A la casa de la Pesca un mosaic mostra aigües plenes de peixos. La casa d'Amfitrite presenta, entre d'altres, un mosaic amb Venus marina i un altre amb el entre lliurament d'Andròmeda, actualment al Museu del Bardo. També és interessant la casa del Paó.
Del teatre en resten els jardins inferiors, les galeries circulars i l'escenari. Tenia una capacitat per a tres mil espectadors. La plaça del fòrum té molt poques restes i està vorejada pel capitoli i el temple d'Apol·lo, molt danyats. Les termes de Juliana Mèmnia són del segle iii i estan millor conservades. Altres edificis destacables són les termes del sud, algunes cisternes, dues esplanades al sud del teatre, una font antiga i la necròpolis. S'hi conserva també alguna basílica cristiana i l'anomenada església d'Alexandre.

## Bul·la Règia moderna
Actualment Bul·la Règia dona nom a un sector o imada, amb codi geogràfic 22 52 56 (ISO 3166-2:TN-12), de la delegació o mutamadiyya de Jendouba Nord (22 52).